# (576853) Rafalreszelewski
(576853) Rafalreszelewski es un asteroide perteneciente al cinturón de asteroides, descubierto el 16 de octubre de 2012 por Michal Zolnowski y el también astrónomo Michal Kusiak desde el Observatorio Rantiga, Tincana, Italia.

## Designación y nombre
Designado provisionalmente como 2012 VS61. Fue nombrado en honor de Rafal Reszelewski (n. 1996) quien es un cazador de asteroides y cometas polaco, codescubridor de C/2015 F2 (Polonia). Es descubridor de muchos cometas que rozan el Sol, así como de varios planetas menores en imágenes tomadas por el proyecto OGS-TOTAS.

## Características orbitales
Rafalreszelewski está situado a una distancia media del Sol de 2,792 ua, pudiendo alejarse hasta 3,242 ua y acercarse hasta 2,343 ua. Su excentricidad es 0,161 y la inclinación orbital 6,900 grados. Emplea 1704,28 días en completar una órbita alrededor del Sol.

## Características físicas
La magnitud absoluta de Rafalreszelewski es 16,67. 